# Брутское сельское поселение
Брутское се́льское поселе́ние — муниципальное образование в Правобережном районе Северной Осетии Российской Федерации.
Административный центр — село Брут.

## История
Статус и границы сельского поселения установлены Законом Республики Северная Осетия-Алания от 5 марта 2005 года № 17-рз «Об установлении границ муниципального образования Правобережный район, наделении его статусом муниципального района, образовании в его составе муниципальных образований - городского и сельских поселений и установлении их границ»

## Население
| 2002  | 2010  | 2011  | 2012  | 2013  | 2014  | 2015  |
| ----- | ----- | ----- | ----- | ----- | ----- | ----- |
| 1415  | ↗1485 | ↘1482 | ↗1486 | ↘1480 | ↗1489 | ↗1498 |
| 2016  | 2017  | 2018  | 2019  | 2020  | 2021  | 2023  |
| ↘1495 | ↗1505 | ↗1506 | ↘1505 | ↗1519 | ↗1597 | ↘1572 |
| 2024  | 2025  |       |       |       |       |       |
| ↘1568 | ↘1549 |       |       |       |       |       |

## Состав сельского поселения
| № | Населённый пункт | Тип населённого пункта       | Население |
| - | ---------------- | ---------------------------- | --------- |
| 1 | Брут             | село, административный центр | ↘1549     |